# Mpohor/Wassa East District
Der Mpohor/Wassa East District ist ein ehemaliger Distrikt in der Western Region Ghanas. Der Distrikt wurde 1988 aus dem damaligen Wassa East District herausgetrennt und befand sich, durch den schmalen Shama Ahanta East Metropolitan District vom Golf von Guinea getrennt, im südöstlichen Teil der Region. Namensgebend für den Distrikt war das Akanvolk der Wassa. Der Distrikt wurde in die Distrikte Mpohor und Wassa East aufgeteilt.
Auf einer Fläche von 2.073 km² lebten 143.000 Einwohner (Stand 2005).

## Bevölkerung und Kultur
88 % der Bevölkerung lebten in ländlichen Gebieten, d. h. in Ortschaften mit weniger als 5000 Einwohnern. Von den unten aufgeführten Orten waren nur Daboase und Mpohor urbanisiert. Selbst die Hauptstadt Daboase hatte nur gut 6000 Einwohner.
Es gab zwei sogenannte paramountcies (anerkannte Gebiete traditioneller Herrscher) im Distrikt: Wassa Fiase mit Benso als Sitz und Wassa Mpohor mit Sitz in Mpohor.

## Wirtschaft, Verkehr und Umwelt
Der Distrikt befand sich in einem der regenreichsten Gebiete Ghanas. Der ursprüngliche Primär-Regenwald war allerdings durch Abholzung für Siedlungszwecke und kommerziellen Holzeinschlag erheblich zurückgegangen.
Insbesondere der Raubbau durch Holzfirmen und die Nutzung von Quecksilber beim Goldbergbau hatte bereits zu Veränderungen im durchschnittlichen Niederschlag und zu erheblicher Bodenerosion und -degradation geführt.
Das Straßennetz war gering ausgebaut, etliche Siedlungen waren während der Regenzeit von der Umgebung abgeschnitten. Die Bahnlinie Takoradi–Kumasi führte durch die Ortschaften Manso and Angu. Im Norden wurde der Distrikt von der Bahnlinie Takoradi–Accra berührt, die allerdings nicht in Betrieb war.
71,5 % der Bevölkerung waren in der Landwirtschaft tätig, die jedoch aufgrund traditioneller Methoden (zu mehr als 90 % wird Brandrodung betrieben) wenig effektiv war. Kunstdünger und landwirtschaftliche Maschinen waren für die absolute Mehrheit der Bauern nicht erschwinglich. Angebaut wurden Kassava, Kochbananen, Mais, Yams und Gemüse sowie als cash crops Kakao, Palmöl und in geringerem Umfang Kaffee. Ölpalmen wurden in größerem Umfang im kommerziellen Plantagenanbau von Firmen wie Benso Oil Palm Plantation (BOPP) NORPALM,  WAOPP und Ayiem Oil Mills bewirtschaftet.
Die Industrie des Distrikts beschränkte sich auf die Verarbeitung von Palmöl und auf Bergbau (Gold und in geringerem Umfang Eisenerz).

## Ortschaften mit mehr als 5000 Einwohnern
| - Daboase - Adum Banso - Ateiku - Manso - Ayiem - B.O.P.P - Sekyere Krobo | - Wassa Atobiase - Adum Dominase - Akyempim - New Subri - Angu - Wassa Ektuase | - Edumase - Botodwina - Wassa Dwenase - Amantin - Essamang - Sekyere-Heman |